# Snapper Island (ö i Australien, Queensland)
Snapper Island är en ö i Australien. Den ligger i delstaten Queensland, omkring 1 500 kilometer nordväst om delstatshuvudstaden Brisbane. Arean är 0,70 kvadratkilometer. Den sträcker sig 1,4 kilometer i nord-sydlig riktning, och 1,7 kilometer i öst-västlig riktning.